# Rinus Schaap
Marinus „Rinus” Schaap (ur. 22 lutego 1922 w Hilversumie, zm. 5 czerwca 2006) – holenderski piłkarz grający na pozycji pomocnika. W swojej karierze rozegrał 13 meczów i strzelił 1 gola w reprezentacji Holandii.

## Kariera klubowa
Swoją karierę piłkarską Schaap rozpoczął w klubie SC 't Gooi z Hilversumu. Zadebiutował w nim w 1947 roku. Grał w nim do końca sezonu 1949/1950.
Latem 1950 roku Schaap przeszedł do Toulouse FC. W 1952 roku odszedł do Racingu Paryż. W latach 1954–1957 występował ponownie w SC 't Gooi, a w latach 1957–1960 był zawodnikiem SC Enschede, w którym zakończył swoją karierę.

## Kariera reprezentacyjna
W reprezentacji Holandii Schaap zadebiutował 18 kwietnia 1948 roku w zremisowanym 2:2 towarzyskim meczu z Belgią, rozegranym w Rotterdamie. W tym samym roku był w kadrze Holandii na igrzyska olimpijskie w Londynie. Od 1948 do 1956 roku rozegrał w kadrze narodowej 13 meczów i zdobył 1 bramkę.